# Lijst van voetbalinterlands Cyprus - Nederland
Deze lijst van voetbalinterlands is een overzicht van alle officiële voetbalwedstrijden tussen de nationale teams van Cyprus en Nederland. De landen hebben tot op heden negen keer tegen elkaar gespeeld. De eerste ontmoeting, een kwalificatiewedstrijd voor het Wereldkampioenschap voetbal 1982, was in Groningen op 22 februari 1981. Het laatste duel, een kwalificatiewedstrijd voor het Wereldkampioenschap voetbal 2002, vond plaats op 25 april 2001 in Eindhoven. Het bekendste duel tussen beide landen is de wedstrijd van 28 oktober 1987 met het bomincident.

## Wedstrijden
| № | Int. № | Plaats    | Datum            | Competitie           | Wedstrijd          | Uitslag |
| - | ------ | --------- | ---------------- | -------------------- | ------------------ | ------- |
| 1 | 397    | Groningen | 22 februari 1981 | WK 1982 kwalificatie | Nederland − Cyprus | 3 – 0   |
| 2 | 399    | Nicosia   | 29 april 1981    | WK 1982 kwalificatie | Cyprus − Nederland | 0 – 1   |
| 3 | 421    | Nicosia   | 23 december 1984 | WK 1986 kwalificatie | Cyprus − Nederland | 0 – 1   |
| 4 | 422    | Amsterdam | 27 februari 1985 | WK 1986 kwalificatie | Nederland − Cyprus | 7 – 1   |
| 5 | 434    | Limasol   | 21 december 1986 | EK 1988 kwalificatie | Cyprus − Nederland | 0 – 2   |
| 6 | 440    | Rotterdam | 28 oktober 1987  | EK 1988 kwalificatie | Nederland − Cyprus | 8 – 0   |
| 7 | 441    | Amsterdam | 9 december 1987  | EK 1988 kwalificatie | Nederland − Cyprus | 4 – 0   |
| 8 | 577    | Nicosia   | 7 oktober 2000   | WK 2002 kwalificatie | Cyprus − Nederland | 0 – 4   |
| 9 | 583    | Eindhoven | 25 april 2001    | WK 2002 kwalificatie | Nederland − Cyprus | 4 – 0   |

## Samenvatting
| Competitie      | Totaal gespeeld | Winst Cyprus | Gelijk | Winst Nederland | Doelsaldo Cyprus – Nederland |
| --------------- | --------------- | ------------ | ------ | --------------- | ---------------------------- |
| WK-kwalificatie | 6               | 0            | 0      | 6               | 1 − 20                       |
| EK-kwalificatie | 3               | 0            | 0      | 3               | 0 − 14                       |
| Totaal          | 9               | 0            | 0      | 9               | 1 − 34                       |

Wedstrijden bepaald door strafschoppen worden, in lijn met de FIFA, als een gelijkspel gerekend.
KOP · A-internationals · Bondscoaches · Statistieken · Cypriotisch vrouwenelftal · Cyprus U21 · Cyprus U20 · Cyprus U19 · Cyprus U18 · Cyprus U17 · Cyprus U16
1960 – 1969 · 
1970 – 1979 · 
1980 – 1989 · 
1990 – 1999 · 
2000 – 2009 · 
2010 – 2019 ·
2020 − 2029
1960 · 
1961 · 
1962 · 
1963 · 
1964 · 
1965 · 
1966 · 
1967 · 
1968 · 
1969 · 
1970 · 
1971 · 
1972 · 
1973 · 
1974 · 
1975 · 
1976 · 
1977 · 
1978 · 
1979 · 
1980 · 
1981 · 
1982 · 
1983 · 
1984 · 
1985 · 
1986 · 
1987 · 
1988 · 
1989 · 
1990 · 
1991 · 
1992 · 
1993 · 
1994 · 
1995 · 
1996 · 
1997 · 
1998 · 
1999 · 
2000 · 
2001 · 
2002 · 
2003 · 
2004 · 
2005 · 
2006 · 
2007 · 
2008 · 
2009 · 
2010 · 
2011 · 
2012 · 
2013 ·
2014 ·
2015 ·
2016 ·
2017 ·
2018 ·
2019 ·
2020 ·
2021 ·
2022
Albanië ·
Andorra ·
Armenië ·
Azerbeidzjan ·
België ·
Bosnië en Herzegovina ·
Bulgarije ·
Canada ·
Denemarken ·
Duitsland ·
Engeland ·
Estland ·
Faeröer ·
Finland ·
Frankrijk ·
Georgië ·
Gibraltar · 
Griekenland ·
Hongarije ·
Ierland ·
IJsland ·
Irak ·
Iran ·
Israël ·
Italië ·
Japan ·
Joegoslavië ·
Jordanië ·
Kazachstan ·
Koeweit ·
Kosovo ·
Kroatië ·
Letland ·
Libanon ·
Litouwen ·
Luxemburg ·
Malta ·
Moldavië ·
Montenegro ·
Nederland ·
Noord-Ierland ·
Noord-Macedonië ·
Noorwegen ·
Oekraïne ·
Oostenrijk ·
Polen ·
Portugal ·
Roemenië ·
Rusland ·
San Marino ·
Saoedi-Arabië ·
Schotland ·
Servië ·
Slovenië ·
Slowakije ·
Sovjet-Unie ·
Spanje ·
Syrië ·
Tsjechië ·
Tsjecho-Slowakije ·
Wales ·
Wit-Rusland ·
Zweden ·
Zwitserland
KNVB ·
A-internationals ·
Bondscoaches (m) ·
Topscorers ·
Nederlands vrouwenelftal ·
Bondscoaches (v) ·
Nederland B ·
Olympisch elftal ·
Jong Oranje ·
Nederland –20 ·
Nederland –19 ·
Nederland –18 ·
Nederland –17 ·
Nederland –16 ·
Nederland –15 ·
Nederlands amateurelftal ·
Nederlands zaterdagelftal ·
Jong OranjeLeeuwinnen ·
Vrouwen –20 ·
Vrouwen –19 ·
Vrouwen –18 ·
Vrouwen –17 ·
Vrouwen –16 ·
Vrouwen –15 ·
Militair mannenelftal ·
Militair vrouwenelftal ·
Strandteam ·
Vrouwen Strandteam ·
Futsalteam ·
Vrouwen Futsalteam

EK-wedstrijden ·
WK-wedstrijden ·
Resultaten kwalificaties en eindronden ·
Nederland B-wedstrijden ·
Officieuze wedstrijden ·
EK-wedstrijden vrouwen ·
WK-wedstrijden vrouwen ·
Resultaten vrouwen kwalificaties en eindronden
1905 – 1919 ·
1920 – 1929 ·
1930 – 1939 ·
1940 – 1949 ·
1950 – 1959 ·
1960 – 1969 ·
1970 – 1979 ·
1980 – 1989 ·
1990 – 1999 ·
2000 – 2009 ·
2010 – 2019 ·
2020 – 2029
2015 ·
2016 ·
2017 ·
2018 ·
2019 ·
2020 ·
2021 · 
2022
EK's: 1976 · 
1980 · 
1988 · 
1992 · 
1996 · 
2000 · 
2004 · 
2008 · 
2012 · 
2020 · 
2024
WK's: 1934 · 
1938 · 
1974 · 
1978 · 
1990 · 
1994 · 
1998 · 
2006 · 
2010 · 
2014 · 
2022
OS: 1908 ·
1912 ·
1920 ·
1924 ·
1928 ·
1948 ·
1952 ·
2008
Albanië ·
Andorra ·
Argentinië ·
Armenië ·
Australië ·
België ·
Bosnië en Herzegovina ·
Brazilië ·
Bulgarije ·
Canada ·
Chili ·
China ·
Colombia ·
Costa Rica ·
Curaçao ·
Cyprus ·
DDR ·
Denemarken ·
Duitsland ·
Ecuador ·
Egypte ·
Engeland ·
Estland ·
Faeröer ·
Finland ·
Frankrijk ·
GOS · 
Georgië ·
Ghana ·
Gibraltar ·
Griekenland ·
Hongarije ·
Ierland ·
IJsland ·
Indonesië ·
Iran ·
Israël ·
Italië ·
Ivoorkust ·
Japan ·
Joegoslavië ·
Kameroen ·
Kazachstan ·
Kroatië ·
Letland ·
Liechtenstein ·
Luxemburg ·
Malta ·
Marokko ·
Mexico ·
Moldavië ·
Montenegro ·
Nederlandse Antillen ·
Nigeria ·
Noord-Ierland ·
Noord-Macedonië ·
Noorwegen ·
Oekraïne ·
Oostenrijk ·
Paraguay ·
Peru ·
Polen ·
Portugal ·
Qatar ·
Roemenië ·
Rusland ·
Saarland ·
San Marino ·
Saoedi-Arabië ·
Schotland ·
Senegal ·
Servië en Montenegro ·
Slovenië ·
Slowakije ·
Sovjet-Unie ·
Spanje ·
Suriname ·
Thailand ·
Tsjechië ·
Tsjecho-Slowakije ·
Tunesië ·
Turkije ·
Uruguay ·
Verenigd Koninkrijk ·
Verenigde Staten ·
Wales ·
Wit-Rusland ·
Zuid-Afrika ·
Zuid-Korea ·
Zweden ·
Zwitserland
Argentinië (1978) ·
Argentinië (2006) ·
Argentinië (2014) ·
Argentinië (2022) ·
Australië (2014) ·
Brazilië (2014) ·
Chili (2014) · 
Costa Rica (2014) ·
Denemarken (2010) ·
Denemarken (2012) ·
Duitsland (2012) · 
Ecuador (2022) · 
Frankrijk (2008) ·
Italië (2008) ·
Ivoorkust (2006) ·
Japan (2010) ·
Kameroen (2010) ·
Mexico (2014) · 
Noord-Macedonië (2021) · 
Oekraïne (2021) · 
Oostenrijk (2021) · 
Portugal (2006) ·
Portugal (2012) ·
Portugal (2019) ·
Qatar (2022) ·
Roemenië (2008) ·
Rusland (2008) ·
San Marino (2011) ·
Senegal (2022) ·
Servië en Montenegro (2006) ·
Sovjet-Unie (1988) ·
Spanje (2010) ·
Spanje (2014) ·
Tsjechië (2021) · 
Uruguay (2010) ·
Verenigde Staten (2022) · 
West-Duitsland (1974)